# 南兆
南兆（1543年—？），字吉甫，號明郊，山東東昌府濮州人，軍籍，明朝政治人物。

## 生平
嘉靖三十四年（1555年）乙卯科山東鄉試第五名舉人，萬曆五年（1577年）丁丑科會試第六十七名，登三甲第五十九名進士。授山西洪洞县知县，八年調陕西洵陽縣，升延安府同知，官至户部郎中。

## 家族
曾祖南興；祖父南昱；父南良貴。母吳氏。永感下。曾孫南洙源，崇祯丁丑進士。